# きらっと
『きらっと』は、朝日放送テレビ（ABCテレビ）で2002年4月1日から2005年3月31日まで毎週月曜から金曜の19:54 - 20:00に放送されていたミニ番組である（特番などで放送時間が変更、休止になる場合あり）。大阪ガスの一社提供。

## 概要
曜日毎にテーマを決めて、関西の様々な情報を伝えた。
2005年3月31日をもって終了。後継番組は引き続き大阪ガス提供のミニ番組『美味彩菜』が放送された。

## ナレーター
- トミーズ雅

## テーマ
月曜日
「街 きらっと」と題して、街角の名物が伝えるその街の現在にスポットを当てる。
火曜日
「家 きらっと」と題して、気になるあの人の家を訪問。
水曜日
「技 きらっと」と題して、関西各地に住む達人が教える生活のミニヒントをおくる。
木曜日
「味 きらっと」と題して、関西各地の名店から旬の味を紹介。
金曜日
「人 きらっと」と題して、夢に向かって走る関西の若者の姿に迫る。
| 朝日放送テレビ（ABCテレビ） 月曜 - 金曜 19:54 - 20:00枠 | 朝日放送テレビ（ABCテレビ） 月曜 - 金曜 19:54 - 20:00枠 | 朝日放送テレビ（ABCテレビ） 月曜 - 金曜 19:54 - 20:00枠 |
| 前番組                                                  | 番組名                                                  | 次番組                                                  |
| ------------------------------------------------------- | ------------------------------------------------------- | ------------------------------------------------------- |
| ABCニュース 【60分繰り下げて継続】                      | きらっと                                                | 美味彩菜                                                |
| 朝日放送テレビ（ABCテレビ） 大阪ガス一社提供枠          |                                                         |                                                         |
| 部長刑事                                                | きらっと                                                | 美味彩菜                                                |